# Lac Afrera
Pour les articles homonymes, voir Afdera.
Le lac Afrera (ou Afdera) est un lac salé situé dans le Nord de l'Éthiopie, dans la zone 2 de la région Afar. S'étendant sur environ 100 km2, c'est l'un des nombreux lacs de la dépression de Danakil. L'hypersalinité du lac permet l'exploitation de dizaines de marais salants.

## Histoire
Ce lac est également appelé « lac Giulietti », le nom que le baron Raimondo Franchetti lui donna en hommage au soldat, géographe et explorateur italien Giuseppe Maria Giulietti qui fut tué par le peuple afar dans une ville proche du lac. Cependant, ce lac n'a été connu des Européens qu'après la venue de Franchetti en 1929, bien après le décès de Giulietti.

## Sources chaudes
Le lac est alimenté par des sources chaudes traversant des dépôts d'évaporites. C'est pourquoi l'eau ne contient pratiquement ni carbonate ni bicarbonate. Il s'agit principalement d'une solution de chlorure de sodium, avec de plus faibles concentrations de potassium, calcium, magnésium et sulfate. La température de ces sources atteint 40 à 50 °C. Comme cet apport d'eau tend à réduire la salinité du lac, la plupart des poissons vivent au point de rencontre entre le lac et les sources chaudes. Le lac Afrera abrite notamment un genre de poissons endémique monotypique, Danakilia, ainsi qu'une espèce endémique, Lebias stiassnyae. 

## Exploitation du sel
Contrairement à celui du lac Karoum (Assale), où l'extraction se fait manuellement, le sel d'Afdera est obtenu par évaporation. L'eau est pompée, puis acheminée vers des bassins où elle est laissée six mois environ. Lorsqu'elle a entièrement disparu, le sel décanté est ramassé, mis en sacs, puis chargé sur des camions. Les Afars sont les propriétaires du sel, mais ce travail manuel est généralement effectué par des Tigréens. L'aménagement des marais salants a nécessité la disparition de la palmeraie.

Le sel d'Afdera est considéré comme plus raffiné, moins artisanal, mais plus coûteux que celui d'Assale qui est transporté par les caravanes de dromadaires.

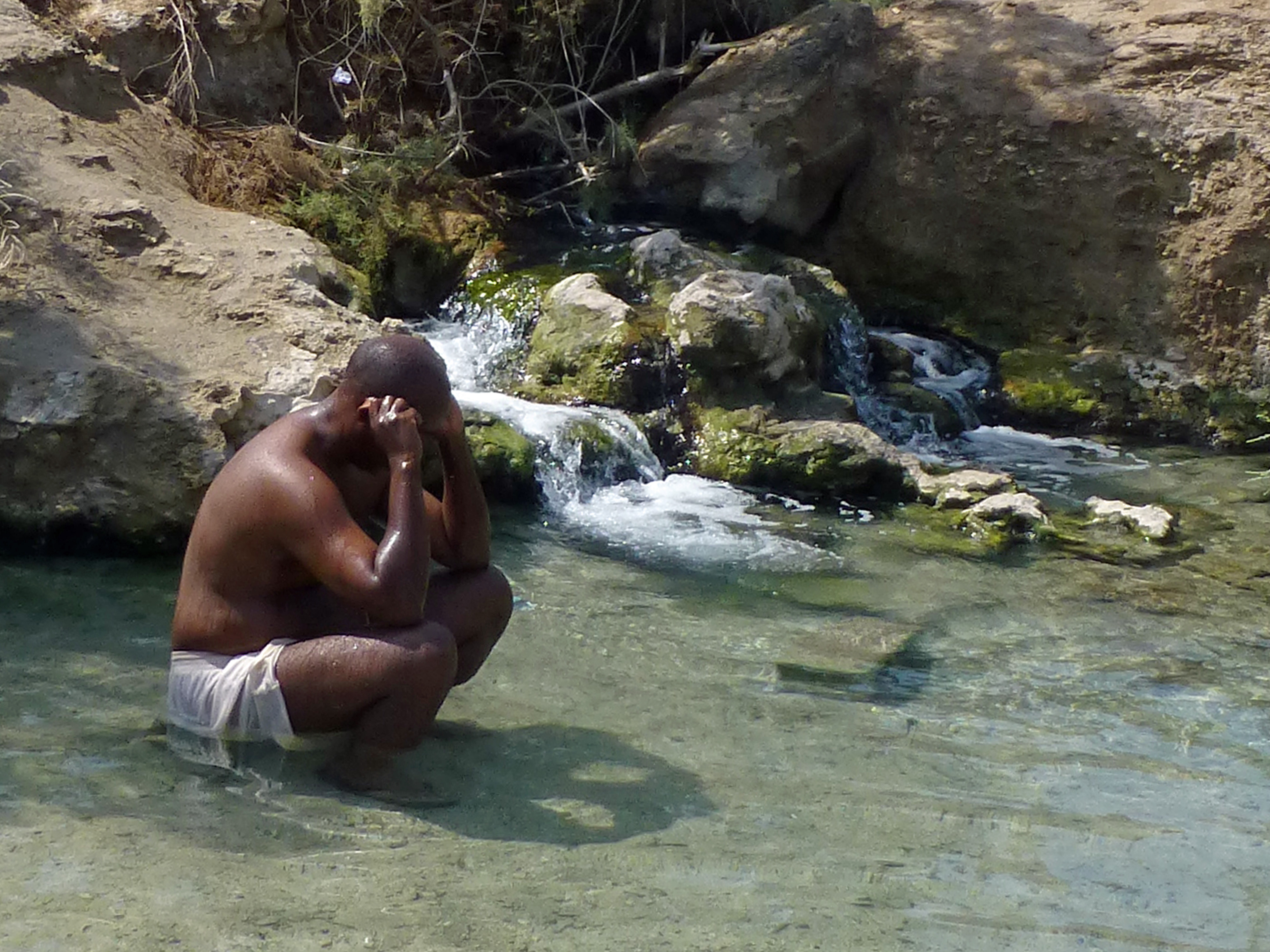
Source chaude
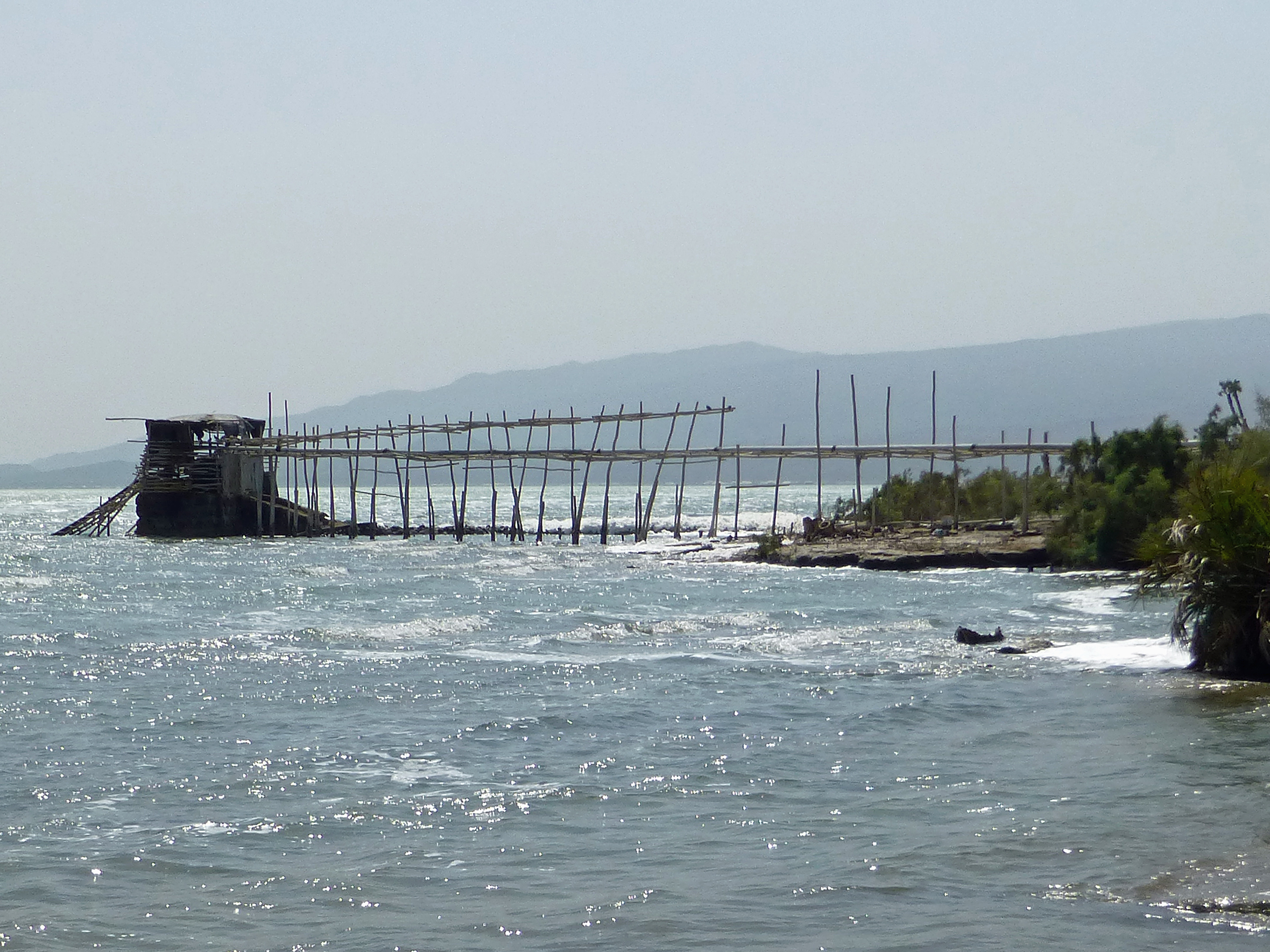
Station de pompage
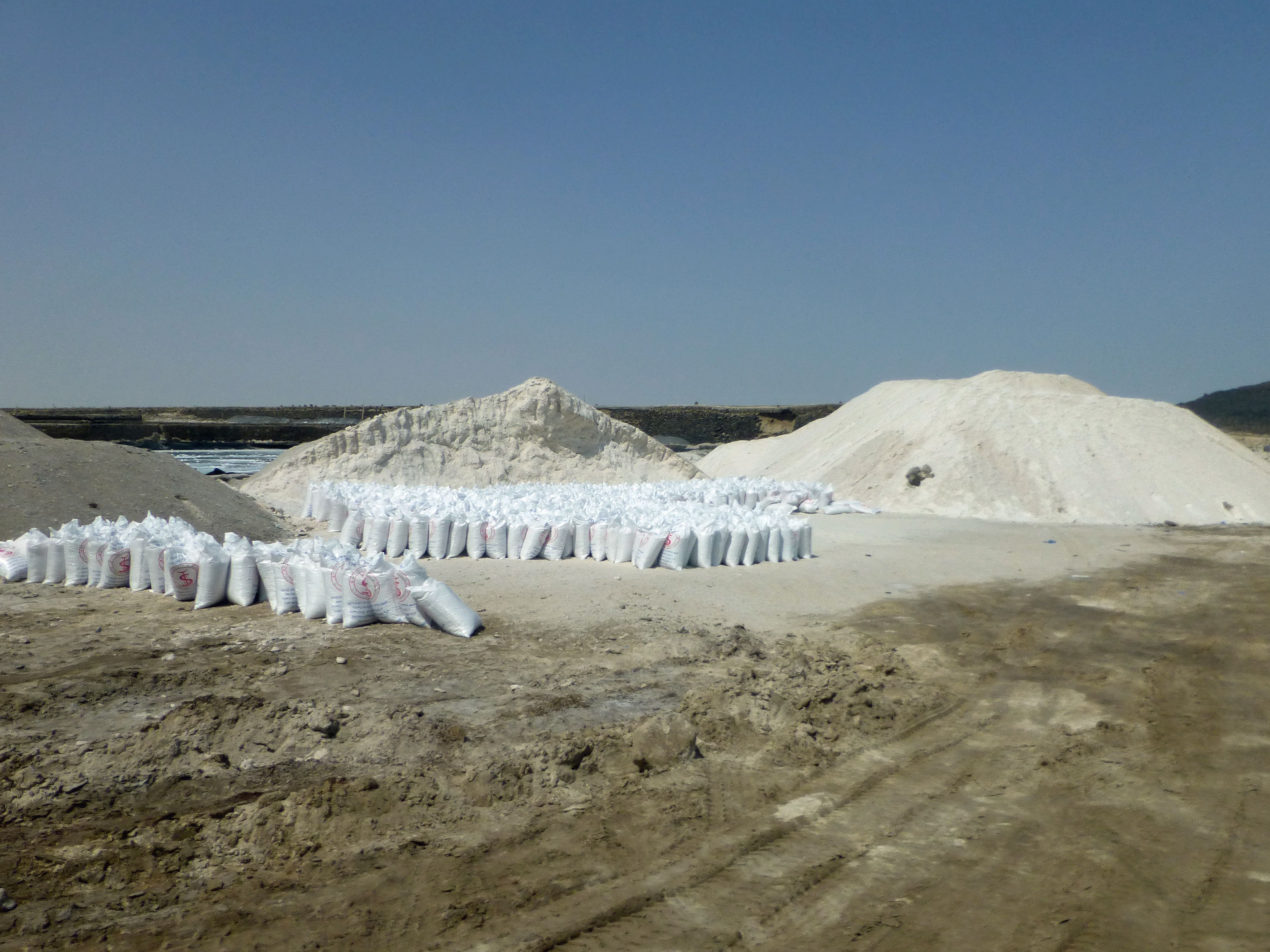
Stockage du sel
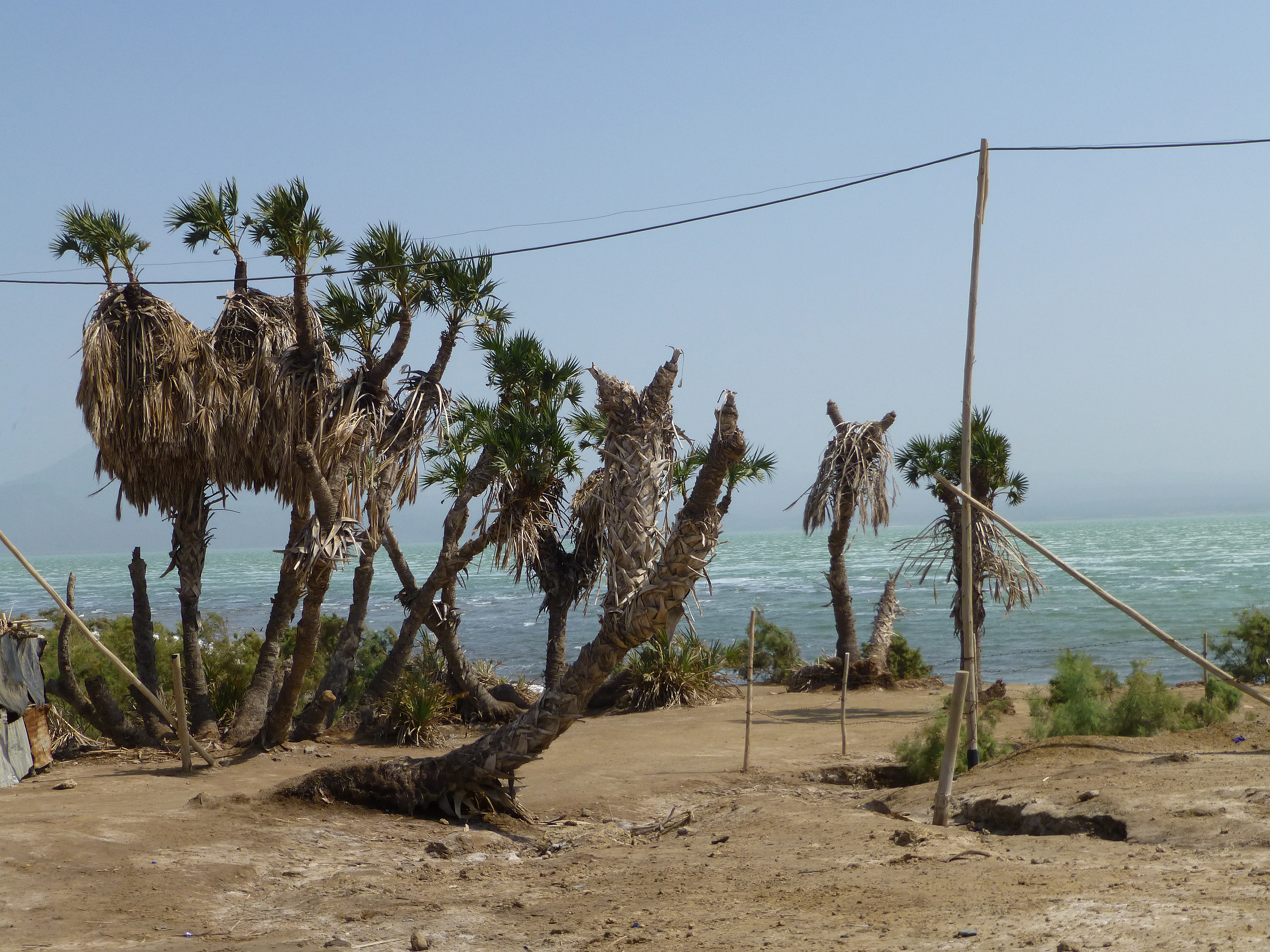
Quelques palmiers survivants